# Камаріньяс
Камаріньяс (гал. Camariñas, ісп. Camariñas) — муніципалітет в Іспанії, у складі автономної спільноти Галісія, у провінції Ла-Корунья. Населення — 6224 осіб (2009).
Муніципалітет розташований на відстані близько 546 км на північний захід від Мадрида, 70 км на захід від Ла-Коруньї.
Муніципалітет складається з таких паррокій: Камаріньяс, Камельє, Пуенте-дель-Пуерто, Хавінья.

## Демографія
Динаміка населення (INE ):

## Галерея зображень

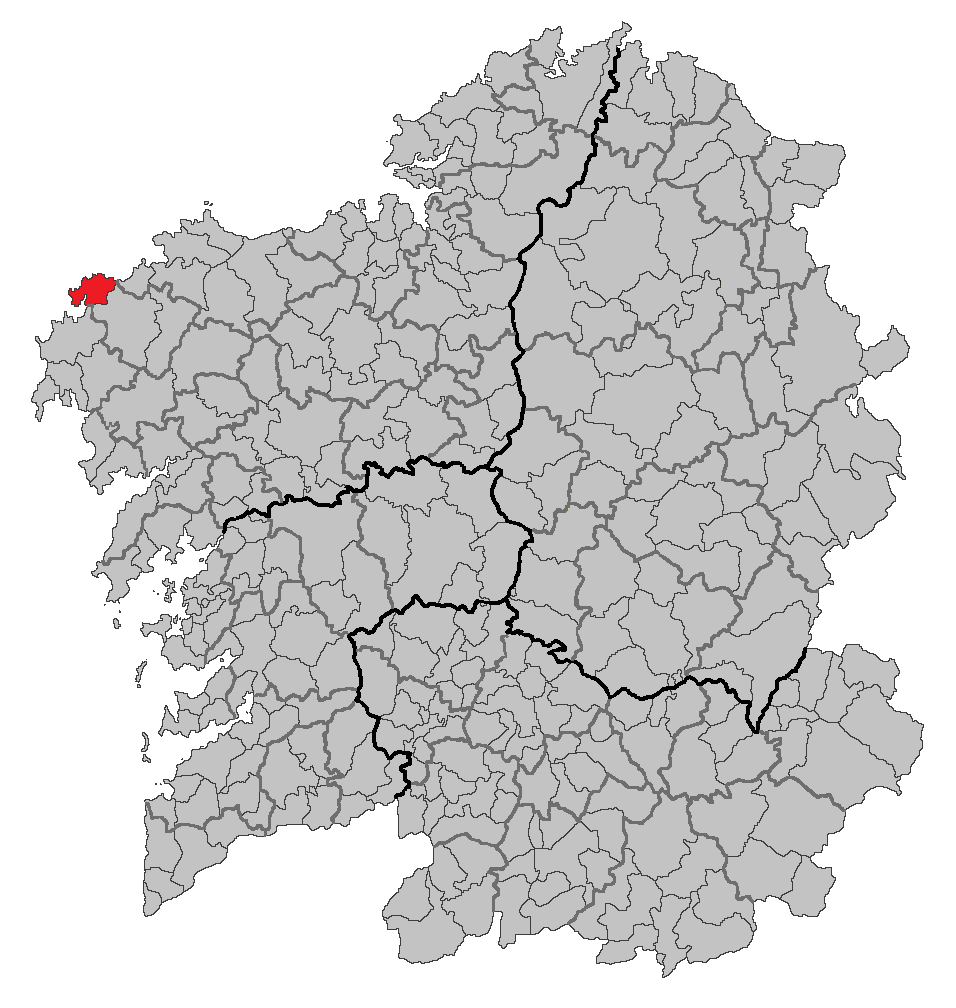
Розташування муніципалітету
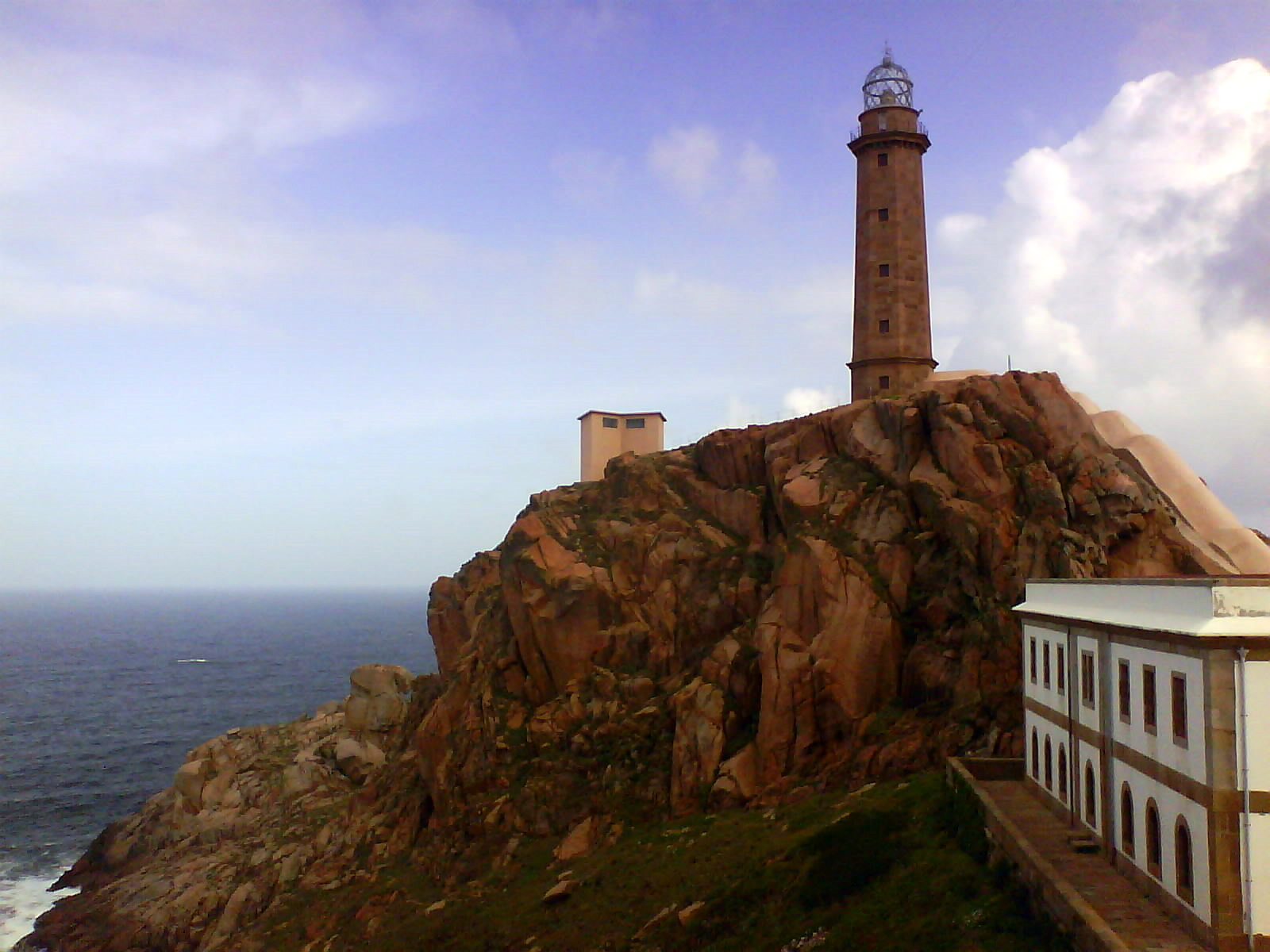
Маяк на мисі Вілан